# Црни валару
Црни валару, Бернардов валару или Вудвардов валару (Macropus bernardus) је врста сисара торбара из породице кенгура и валабија (Macropodidae).

## Распрострањење
Аустралија је једино познато природно станиште врсте.

## Станиште
Црни валару има станиште на копну.

## Угроженост
Ова врста је на нижем степену опасности од изумирања, и сматра се скоро угроженим таксоном.

### Популациони тренд
Популациони тренд је за ову врсту непознат.